# Fischbach (gemeindefreies Gebiet)

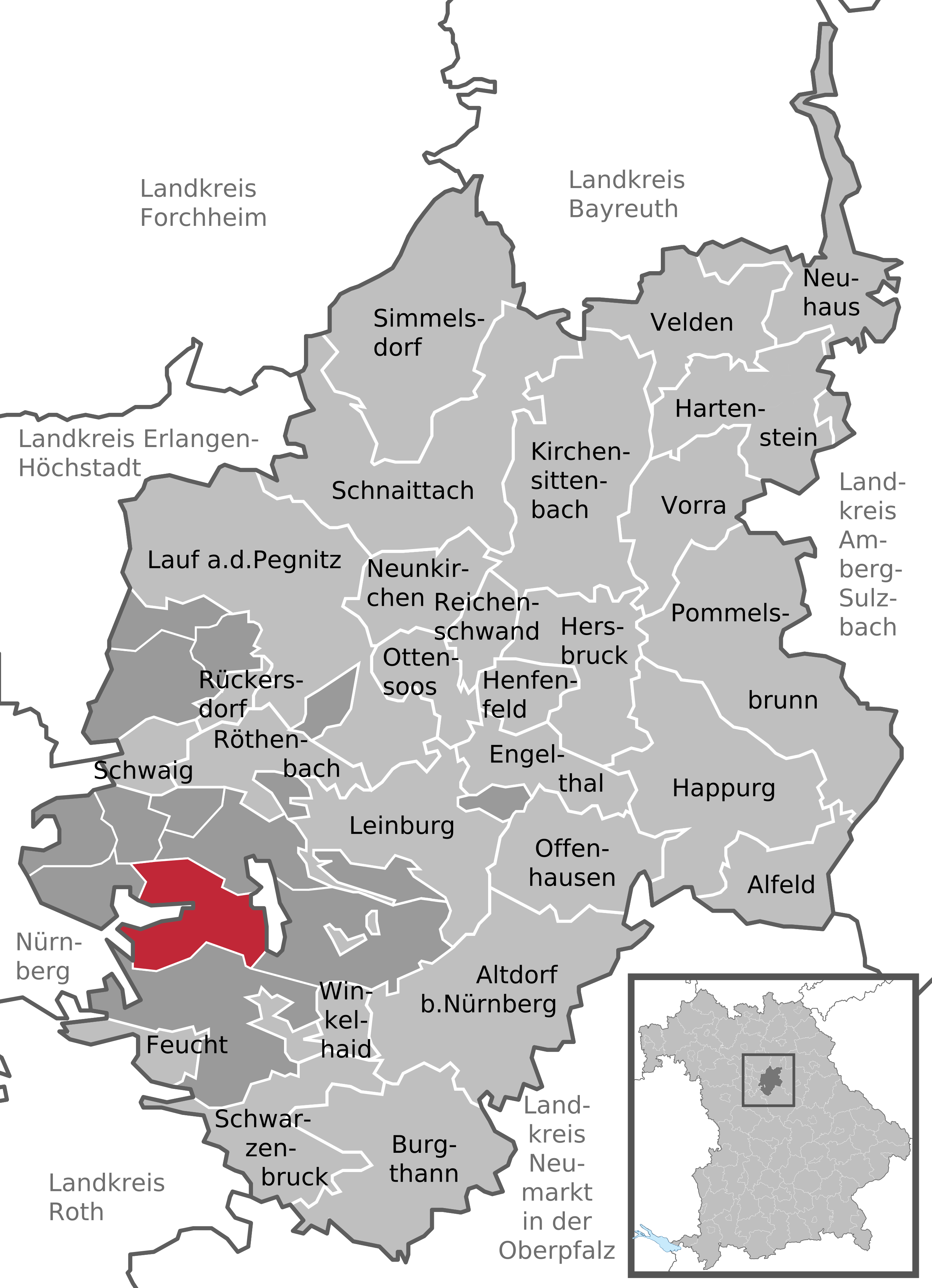
Lage des gemeindefreien Gebiets Fischbach im Landkreis Nürnberger Land

Das gemeindefreie Gebiet Fischbach, auch Staatsforst Fischbach genannt, liegt im mittelfränkischen Landkreis Nürnberger Land in Bayern. Es ist Gemarkungsteil 1 der Gemarkung Fischbach.

## Beschreibung
Der 18,37 km² große Staatsforst ist der südlich und östlich von Fischbach und westlich von Brunn gelegene Teil des Lorenzer Reichswaldes. Die Ostgrenze bildet eine Linie von Brunn nach Birnthon, die Südgrenze grob die Autobahn A 6. Die A 9 verläuft durch das Gebiet; im Süden endet an der Anschlussstelle Nürnberg-Fischbach die von Nürnberg kommende Bundesstraße 4. In Ost-West-Richtung wird es von der Kreisstraße LAU 13 durchquert. Der Hutberg (49° 24′ 29,56″ N, 11° 12′ 18,47″ O) ist mit 407 m ü. NHN die höchste Erhebung.
Ein Großteil ist Bestandteil des EU-Vogelschutzgebietes-Gebiets Nürnberger Reichswald.

## Gewässer
Östlich von Fischbach entspringen der Fischbach, der ihm zufließende Renngraben und der Ludergraben.

## Sehenswertes
Der Wald wird von einigen Rad- und Wanderwegen durchzogen.

### Fischbacher Felsenkeller
Nördlich von Fischbach befindet sich der Felsenkeller bei Fischbach bei Nürnberg. Er ist ein ehemaliger Steinbruch, der später als Felsenkeller genutzt wurde.

### Forstreviergrenzsteine
Um den Zustand der devastierten Wälder zu ermitteln, wurde 1840/41 im Nürnberger Reichswald eine Forsteinrichtung durchgeführt. In diesem Zusammenhang entstanden auch solche Forstreviergrenzsteine (Reviergrenzsäulen). Sie zeigen auf jeder Seite das damals angrenzende Revier. Darauf abgebildet sind Waldhämmer. Damit markierten die Förster jeden einzelnen Baum um Holzdiebstahl zu unterbinden.

#### Forstreviergrenzstein beim Hutberg
Östlich vom Hutberg an einer Forststraßenkreuzung (49° 24′ 26,64″ N, 11° 13′ 27,52″ O) befindet sich dieser Forstreviergrenzstein. Hier sind Fischbach, Feucht und Altenfurt abgegrenzt.

#### Forstreviergrenzstein bei Birnthon
Am östlichen Rand des gemeindefreien Gebietes an einer Forststraßenkreuzung (49° 24′ 24,12″ N, 11° 15′ 31,5″ O) befindet sich dieser Forstreviergrenzstein. Hier sind Fischbach, Feucht und Ungelstetten abgegrenzt.

### Hautastein
Der Hautastein, ein Steinkreuz einer Forststraße (49° 25′ 19,42″ N, 11° 14′ 1,46″ O) östlich von Fischbach. Der Sage nach soll hier der Förster Martin Hauta beraubt und erschlagen worden sein, als er den Lohn für die Arbeiter nach Netzstall bringen wollte.

## Bildergalerie

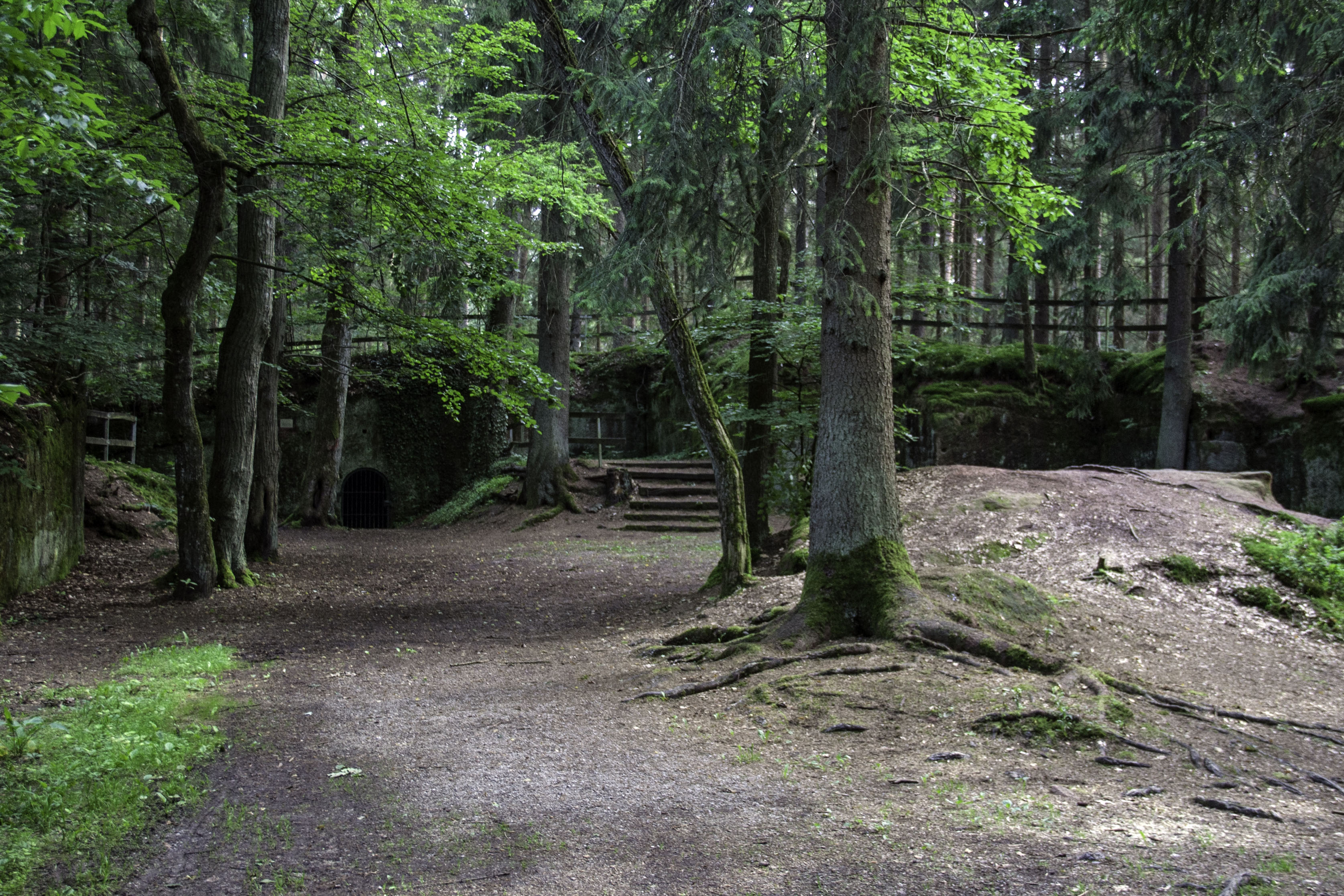
Der Fischbacher Felsenkeller
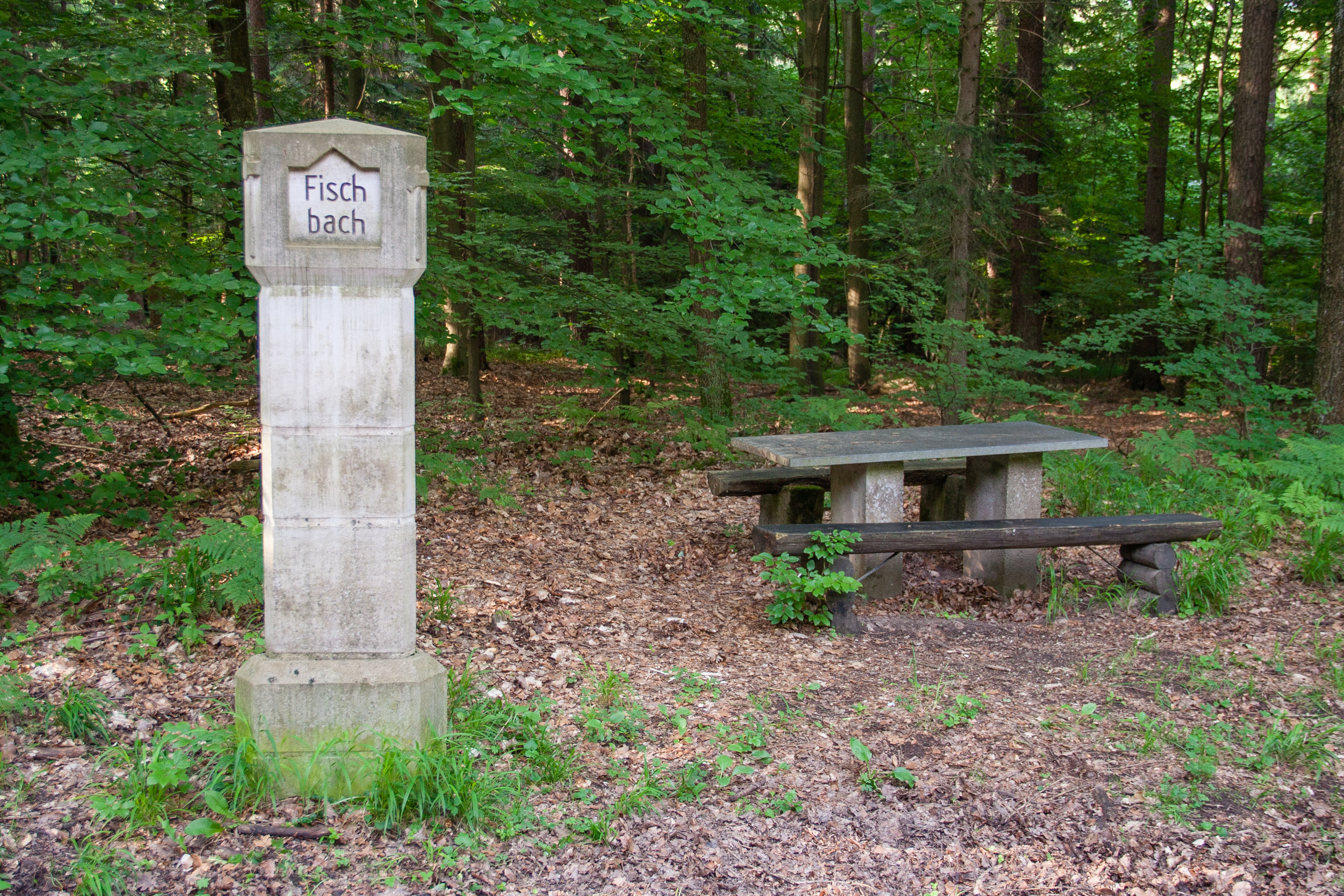
Forstreviergrenzstein beim Hutberg
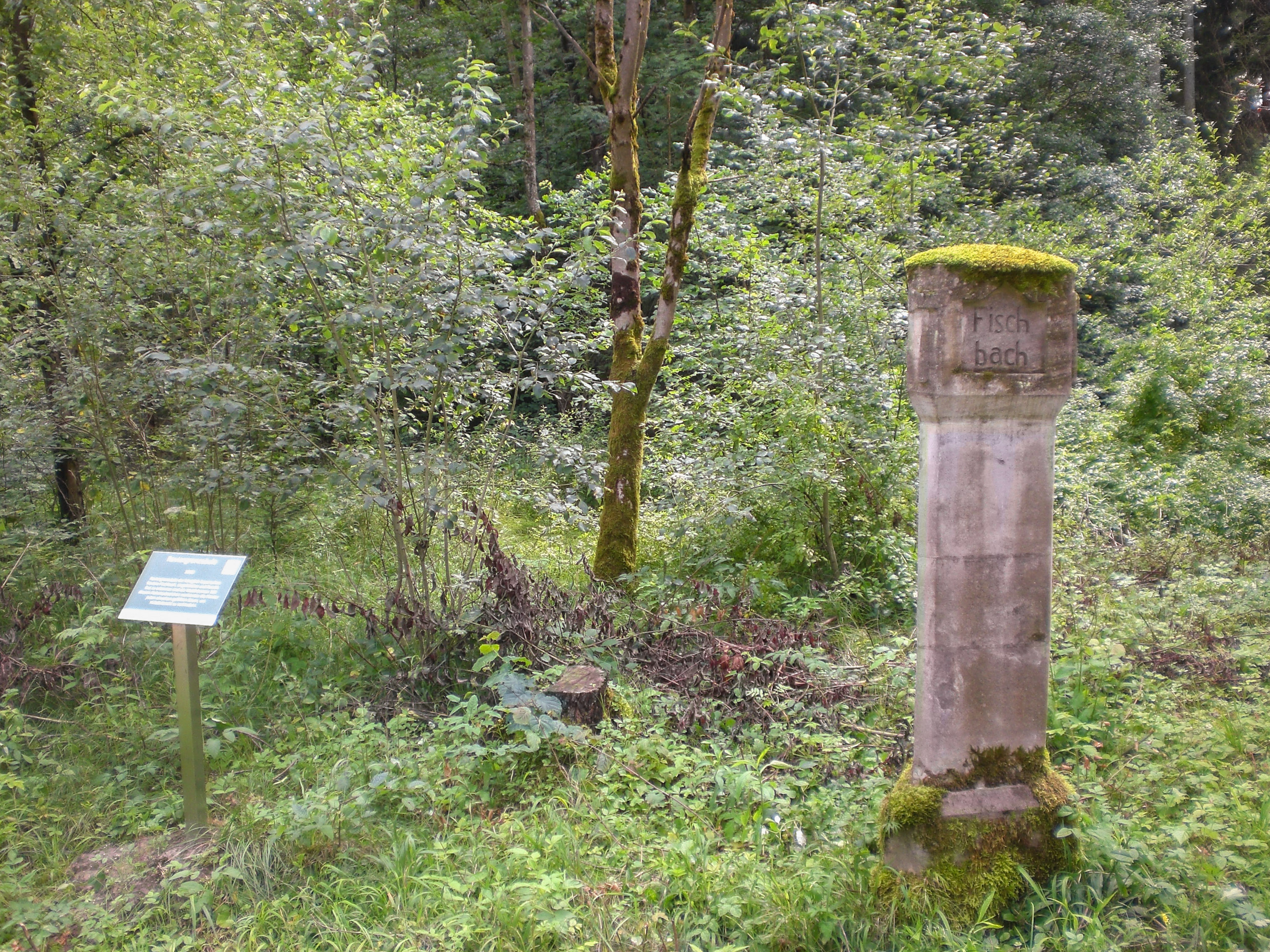
Forstreviergrenzstein bei Birnthon
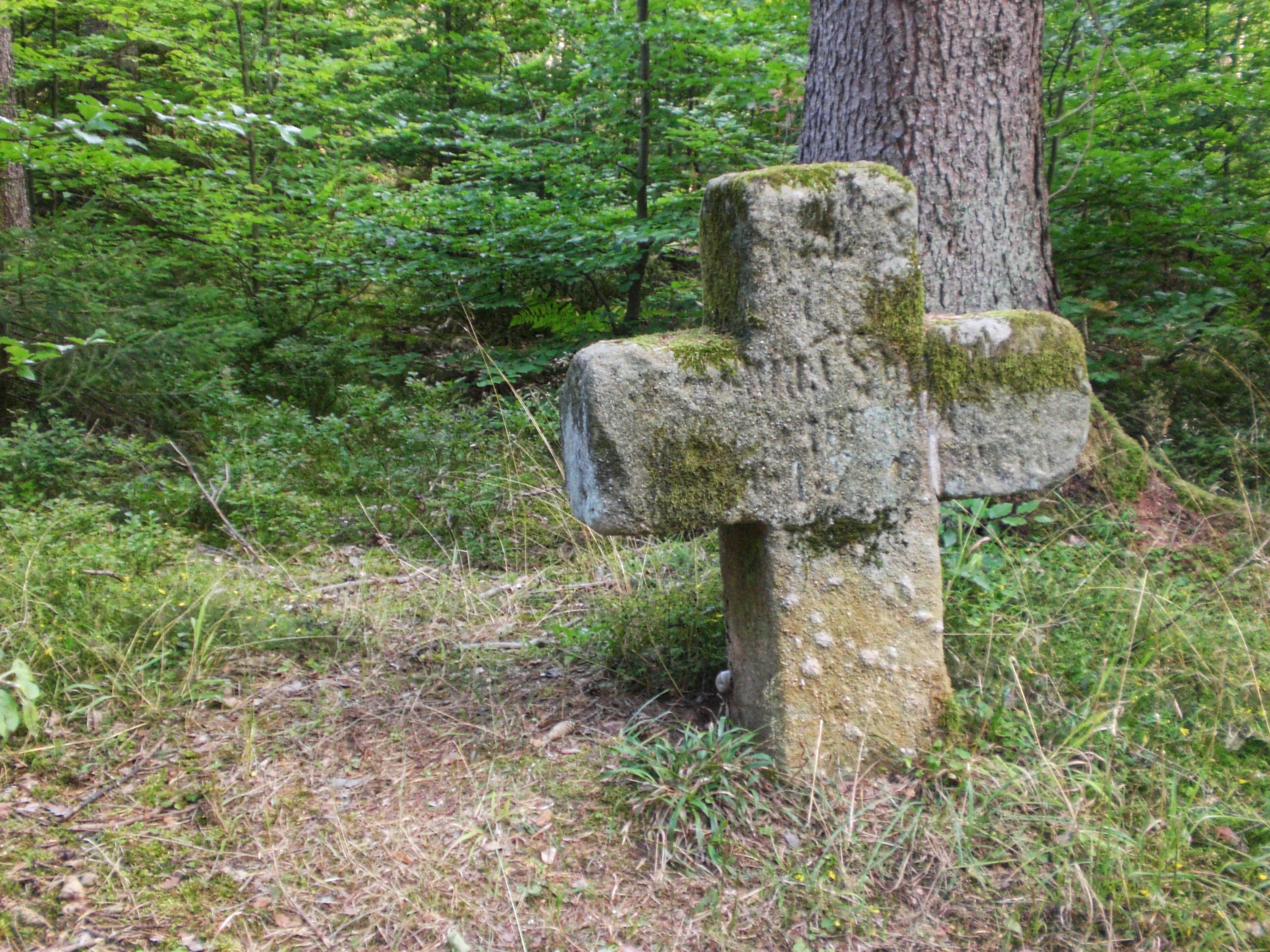
Hautastein